# 김한별 (농구 선수)
김한별(미국명: 킴벌리 로버슨, 1986년 11월 21일 ~ )은 미국 인디애나 대학교를 졸업한 한국계 미국인 농구 선수이다.
자신의 신장보다 큰 팔길이(190 cm)를 갖고 있다.

## 경력
인디애나 대학 시절 가드와 포워드로 뛰었다. 2005년 인디애나주 고교 베스트5에 선정되었으며 대학 4학년때 이던 NCAA 2008-09시즌에 1경기 평균 출전시간 30분 출장에 10득점 4어시스트를 기록했으며 2009년 6월 5일 WKBL의 용인 삼성생명 비추미에 입단했다.
2019년 1월 23일 부천 KEB하나은행과의 홈 경기에서 11 득점, 13 리바운드, 10 스틸을 기록하며 개인 첫 트리플더블을 기록했다. 이는 국내 선수로는 처음 스틸로 기록한 트리플더블이다.
2023-24 시즌을 끝으로 은퇴를 선언하였다.

## 사생활
혼혈 선수로, 흑인 아버지와 한국인 어머니 김성자 씨 사이에서 태어났다. 2011년 11월, 우수인재로 선정되어 특별 귀화를 통해 대한민국 국적을 취득하였다. 여자 농구 선수로는 처음으로 귀화한 선수다. 2012년 2월, 농구계의 큰 별이 되라는 뜻의 한글 이름인 김한별로 개명 신청을 하였다.
동생인 미셸 로벌슨(한국명: 김한비)도 농구 선수로, 2012년 WKBL 부천 하나외환에 입단하기도 하였다.
이승준과 김소니아를 이어 준 사람이기도 하다.

## 수상

### 국가대표팀
- 2018년 아시안 게임 농구 여자 –  은메달

### 클럽
- WKBL 챔피언: 2021

### 개인
- WKBL 챔피언 결정전 MVP: 2021
- WKBL 2점 야투상: 2017
- WKBL 스틸상:  2019
- WKBL 신인선수상: 2010

## 기록
|  | 리그 1위 기록 |

| 시즌    | 팀                     | G  | MPG   | 2P%  | 3P%  | FT%  | RPG  | APG  | SPG  | BPG  | PPG   |
| ------- | ---------------------- | -- | ----- | ---- | ---- | ---- | ---- | ---- | ---- | ---- | ----- |
| 2016-17 | 용인 삼성생명 블루밍스 | 32 | 18:43 | 47.7 | 25.4 | 79.1 | 3.00 | 2.25 | 1.09 | 0.25 | 6.44  |
| 2017-18 | 용인 삼성생명 블루밍스 | 30 | 25:25 | 46.7 | 26.0 | 65.9 | 5.53 | 2.77 | 1.57 | 0.10 | 7.63  |
| 2018-19 | 용인 삼성생명 블루밍스 | 32 | 32:55 | 50.4 | 27.4 | 76.2 | 9.13 | 3.66 | 2.00 | 0.66 | 12.84 |
| 2019-20 | 용인 삼성생명 블루밍스 | 25 | 33:25 | 41.7 | 33.3 | 73.6 | 8.76 | 5.32 | 1.96 | 0.28 | 11.96 |
| 2020-21 | 용인 삼성생명 블루밍스 | 24 | 27:49 | 50.7 | 36.5 | 64.8 | 8.21 | 4.25 | 1.17 | 0.04 | 13.88 |